# Бобровка (Челябинская область)
Бобро́вка — село в Троицком районе Челябинской области. Входит в состав Бобровского сельского поселения.

## География
Село находится на Зауральской равнине, вблизи леса «Золотая сопка». Близ села построена плотина Троицкого водохранилища на реке Уй.В водохранилище впадает река Бобровка.

### Курганы
Вблизи посёлка на берегу реки Уй расположен могильник древнего человека. По данным раскопок 1960-х годов, там обнаружили захоронение древнего кочевника-воина, с различными бронзовыми предметами.

## Топонимика
Топоним «Бобровка», по-видимому, произошёл от названия речки, а её название по бывшему месту обитания бобров.

## Транспорт
В село ходит троицкий городской автобусный маршрут (центр. площадь — ГРЭС (Бобровка)), а также маршрутное такси и экспресс-автобус.

## История
Казачье поселение Бобровка основано в 1762 году. Именно тогда первые семьи, прибывшие с обозом, решили поселиться на отлогом берегу реки Уй. Основным доходом и средством существования была охота. Меха из бобровых шкур имели большой спрос, отсюда и возникло название казачьего посёлка — Бобровка. До 1917 года казачье поселение подчинялось Ключевской станице. Вот так начиналась история ныне самого большого сельского поселения в Троицком районе, в котором проживает сегодня почти пять тысяч человек.
В селе родился Герой Советского Союза Михаил Костюков.
Станичный атаман с. Бобровская Троицкого уезда Михаил Иванович Свешников был избран депутатом Государственной думы I созыва от Оренбургской губернии.

## Население
| 2002 | 2010  |
| ---- | ----- |
| 3586 | ↘3411 |

## Экономика
Самые крупные предприятия на территории поселения — завод ЖБК, Кварцитовый карьер, рыбхоз.

## Образование
В Бобровке есть Бобровская сельская школа, сельский ДК, детский сад «Полянка», детский сад «Колосок» и Бобровская Павленковская модельная библиотека.

## Деление
Бобровское поселение делится на само село Бобровка и Кварцитный карьер, относящийся к селу. Ещё в народе Бобровку делят на старую (справа по дороге на Кварцитный карьер) и новую (слева по дороге на Кварцитный карьер).